# Оленевское сельское поселение
Оле́невское се́льское поселе́ние (укр. Оленівське сільське поселення, крымскотат. Оленевка кой юрту, Къара Аджы кой юрту) — муниципальное образование в составе Черноморского района Республики Крым России.

## География
Поселение расположено на западе района, в степном Крыму, у мыса Тарханкут, с севера, запада и юга выходя к Чёрному морю. Граничит на северо-востоке с пгт Черноморское и Новосельским, а на востоке — с Окунёвским сельскими поселениями.
Площадь поселения 195,17 км².
Основная транспортная магистраль: автодорога 35Н-604 Черноморское — Оленевка (по украинской классификации — С-0-11703).

## Население
| 2001  | 2014  | 2015  | 2016  | 2017  | 2018  | 2019  |
| ----- | ----- | ----- | ----- | ----- | ----- | ----- |
| 2353  | ↘2292 | ↘2288 | ↘2282 | ↘2264 | ↗2302 | ↗2328 |
| 2020  | 2021  |       |       |       |       |       |
| ↗2372 | ↘2202 |       |       |       |       |       |

## Состав сельского поселения
Поселение включает 3 населённых пункта:
| № | Населённый пункт | Тип населённого пункта | Население на 2014 год |
| - | ---------------- | ---------------------- | --------------------- |
| 1 | Оленевка         | село, центр            | ↘1441                 |
| 2 | Калиновка        | село                   | ↘737                  |
| 3 | Маяк             | село                   | ↗114                  |

## История
Караджинский сельсовет был образован, видимо, в 1930-е годы, поскольку в 1940 году он уже существовал. Указом Президиума Верховного Совета РСФСР от 21 августа 1945 года он был переименован в Оленевский сельский совет. С 25 июня 1946 года совет в составе Крымской области РСФСР. 26 апреля 1954 года Крымская область была передана из состава РСФСР в состав УССР. На 15 июня 1960 года в составе совета числились населённые пункты:

| - Глубокое - Калиновка - Маяк | - Меловое - Оленевка - Рыбацкое |

К 1977 году ликвидировано Глубокое, затем, в период до 1985 года — Меловое и Рыбацкое (в списках упразднённых после этой даты населённых пунктов не значатся).
С 12 февраля 1991 года сельсовет в восстановленной Крымской АССР, 26 февраля 1992 года переименованной в Автономную Республику Крым. С 21 марта 2014 года в составе Крыма аннексировано Россией. Законом «Об установлении границ муниципальных образований и статусе муниципальных образований в Республике Крым» от 4 июня 2014 года территория административной единицы была объявлена муниципальным образованием со статусом сельского поселения.